# ダリアビア航空
ダリアビア航空（英語：Dalavia Far Eastern Airways、ロシア語：Дальавиа）は、ロシアのハバロフスクを拠点としていた航空会社。

## 概要
国内線や、東アジアへの路線を持っていた。日本路線は新潟空港に就航していた他、夏季のみ青森空港に就航していた。
しかし財務状況悪化の為、ハバロフスク - 新潟、ソウル（仁川）、ハルビンの3路線をウラジオストク航空に明け渡す事になった。ハバロフスク - 新潟便は2008年9月19日で運航を終了し、9月22日よりウラジオストク航空が運航することとなった。その後、正式に全便の運航停止を発表した。

## 保有機材

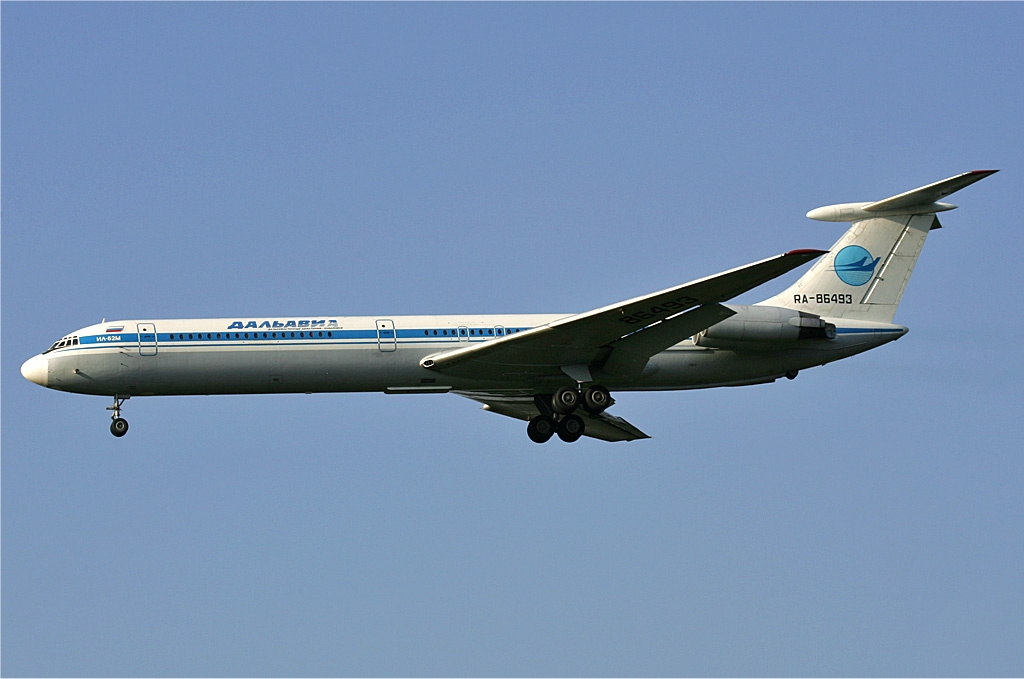
Il-62

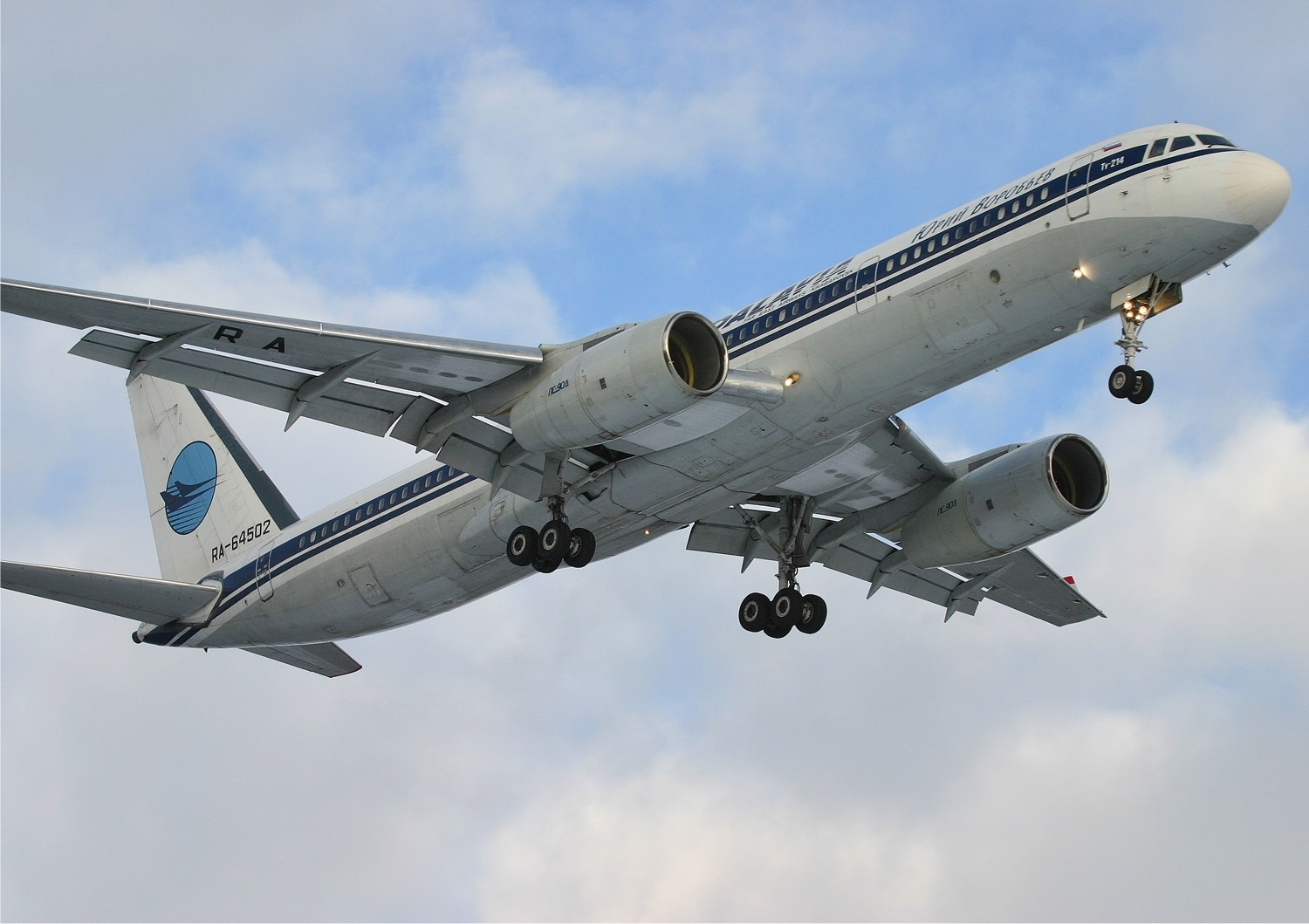
Tu-214

- アントノフAn-24RV型機 16機
- アントノフAn-26型機 4機
- イリューシンIl-62M型機 6機
- ツポレフTu-154B-2型機 2機
- ツポレフTu-154M型機 6機
- ツポレフTu-214型機 5機
- ヤコヴレフYak-40型機 1機